# مقراب زوالي

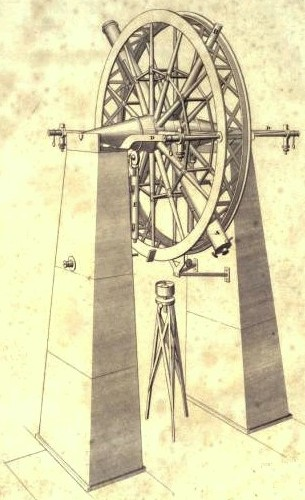
دائِرةُ مرديان گرومبریج، سنةَ 1806

المِقرابُ الزَّواليُّ لِتوقيت العُبور أو دَائِرةُ مرديان (بالإنجليزية: Meridian circle)‏؛ هي أداة لتوقيت مرور النُّجُوم عبر خطِّ الزَّوال المحلِّي، وهو حدث يُعرف باسم التَّكَبُّد، بينما يقيس في نفس الوقت المسافة الزَّاوية بينها وبين النَّظيرِ.

## انظُر أيضًا
- قائمة الآلات الفلكية

## وصلات خارجية
- Description of Airy's Transit Circle
- Gautier Meridian Circle
- U.S. Naval Observatory Flagstaff – 0.2-m FASTT
- The Carlsberg Meridian Telescope 48°12′45.07″N 16°17′29.02″E / 48.2125194°N 16.2913944°E
- Photograph of Repsold meridian circle at the Lick Observatory from the Lick Observatory Records Digital Archive, UC Santa Cruz Library's Digital Collections